# Madeira, Ohio
Madeira är en ort i Hamilton County i delstaten Ohio, USA.